# Potamogeton × leptocephalus
Potamogeton × leptocephalus là một loài thực vật có hoa lai ghép trong họ Potamogetonaceae. Loài này được Koidz. miêu tả khoa học đầu tiên năm 1931.